# Jacob Edelist
Jacob Edelist (in ebraico יעקב אדליסט‎?; 13 maggio 1937 – 8 dicembre 1999) è stato un cestista israeliano.

## Carriera
Con Israele ha partecipato ai Campionati europei del 1959.

## Palmarès
- Campionato israeliano: 4

Maccabi Tel Aviv: 1954-55, 1958-59, 1962-63, 1963-64
- Coppa di Israele: 4

Maccabi Tel Aviv: 1958-59, 1960-61, 1962-63, 1963-64